# Ево Моралес
Хуан Ево Моралес Ајма (шп. Juan Evo Morales Aima; Исалави, 26. октобар 1959) бивши је боливијски председник. Учествовао је на председничким изборима 2005. године и добио је апсолутну већину гласова у првом кругу (54%).
Моралес је левичар, лидер боливијских кокалероса (узгајивачи биљке кока). Моралес је вођа партије МАС (покрет за социјализам).

## Биографија
Моралес је рођен у породици из етничке групе Ајмара у Ориноки, рударском граду у Оруру. Раних осамдесетих његова породица је мигрирала у тропске равнице источне Боливије. Населили су се у Чапареу где су се бавили пољопривредом, између осталог и узгајањем коке. Током економских реформи деведесетих бивши рудари су почели да се баве узгајањем коке и да доприносе порасту улоге Боливије у производњи и кријумчарењу дроге.
Лидер кокалероса, Моралес, је изабран у парламент 1997. године као представник провинције Чапаре. Добио је 70% гласова у провинцији.
На изборима 2002. године Моралес је био други, што је представљало узнемиравајуће изненађење за традиционалне боливијске партије. Тај његов успех је прославило домородачко становништво у целој Јужној Америци. Моралес је постигао релативни успех и поред коментара амбасадора САД уперених против њега током изборне кампање. Касније је Моралес тврдио да му је та негативна кампања у ствари помогла, јер је „пробудила савест народа“.
Због великог незадовољства и немира у народу, боливијски конгрес је одлучио да изборе планиране за 2007. годину одржи у децембру 2005.
Био је убедљиви победник ових избора, са 54% гласова.
Дана 10. новембра 2019. године поднео је оставку након масовних протеста у држави због намештених избора.

## Идеологија
Цитат:
„Највећи непријатељ човечанства је капитализам. Он узрокује побуне попут ове наше, побуне против система, против неолибералног модела који представља дивљи капитализам. Ако цели свет не спозна ову реалност, националне државе неће бити у стању да обезбеде минималне услове за здравље, образовање и исхрану, и тада су сваки дан основна људска права прекршена.“
Моралес често спомиње да Слободна америчка зона трговине, коју су основале САД, представљају „споразум којим се легализује колонизација Америке“
Моралес је изразио дивљење према Ригоберта Менчуу и Фиделу Кастру.
Моралесови ставови према дроги се могу изразити једном реченицом: „лишће коке није дрога“, заправо жвакање лишћа коке представља локалну традицију, стару преко 1000 година међу домородачким становништвом. Он такође сматра да проблем дроге треба решавати на страни конзумената, а не не страни произвођача.